# Arbus (Italia)
Arbus è un comune italiano di 5 568 abitanti della provincia del Medio Campidano.
Il centro, situato su un costone del comprensorio del Monte Linas e diviso dal monte stesso dalla Piana di Arbus, è principalmente conosciuto per le località balneari della Costa Verde, la cui spiaggia principale, quella di Piscinas, comprende uno dei sistemi di dune più grandi d'Europa e per le frazioni di Ingurtosu e Montevecchio, eredità del periodo rigoglioso nel XIX e XX secolo di estrazione mineraria, le cui miniere dismesse sono attualmente parte del parco geominerario storico ed ambientale della Sardegna.
Esso è rinomato anche per la pecora Nera di Arbus, razza ovina autoctona, da cui si ricava il latte e i suoi derivati inseriti nell'elenco dei Prodotti agroalimentari tradizionali (P.A.T.) e per l'Arburesa, uno dei modelli del tipico coltello a serramanico sardo.

## Geografia fisica

### Territorio

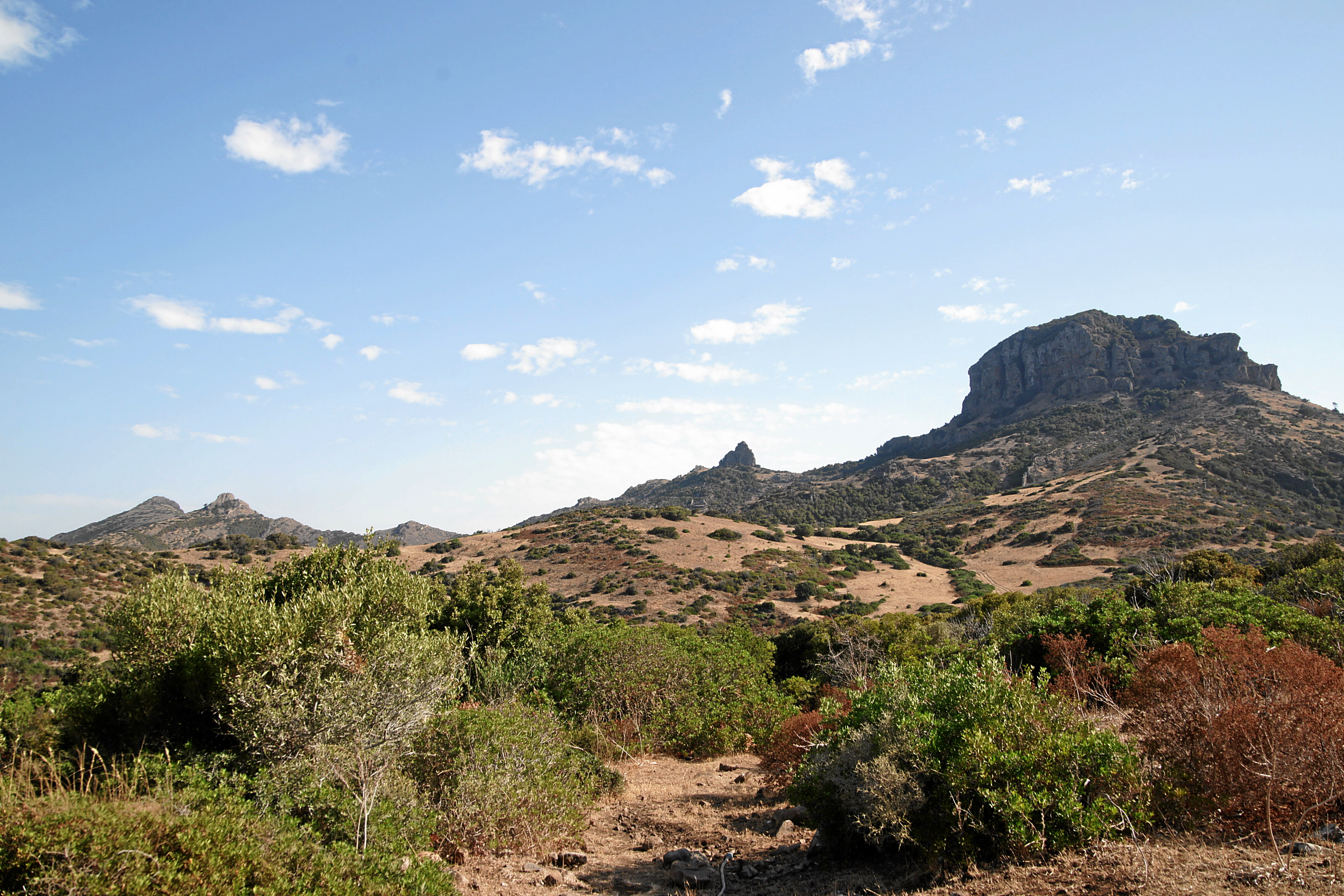
Monte Arcuentu

Localizzato nella parte sud-occidentale dell'isola, il territorio del comune di Arbus insiste su un gruppo di rilievi montuosi che culminano a sud con il monte Linas (1 236 m s.l.m.) e a nord con il monte Arcuentu (785 m s.l.m.), vetta più elevata del territorio arburese. Dal punto di vista geologico è schematicamente caratterizzato da rocce scistose del basamento paleozoico intruse, in regime post-collisionale, da magmi granodioritici e granitici costituenti il plutone di Arbus. Dati radiometrici U/Pb su zirconi delle granodioriti (Punta Ruinas presso Genna Scirìa), suggeriscono per il plutone di Arbus un'età di 304 Ma riferibile quindi al Carbonifero superiore). Tale basamento è coperto a nord del territorio, da sequenze di lave e brecce andesitiche del complesso vulcanico Cenozoico dell'Arcuentu.
Il plutone di Arbus ha favorito almeno in parte la formazione di sistemi filoniani prevalentemente mineralizzati a Pb e Zn e (a sud) a Ni e Co, influendo nel tempo, costituendo dall'Ottocento sino a pochi decenni or sono, una risorsa economica di prim'ordine.
Il territorio comunale arburese si estende per 26 716 ettari ed è il terzo della Sardegna per superficie, secondo solo a quelli del comuni di Sassari e di Olbia. Posto sulla costa sud-occidentale, costituisce con il Capo Frasca, l'estremo sud del golfo di Oristano.

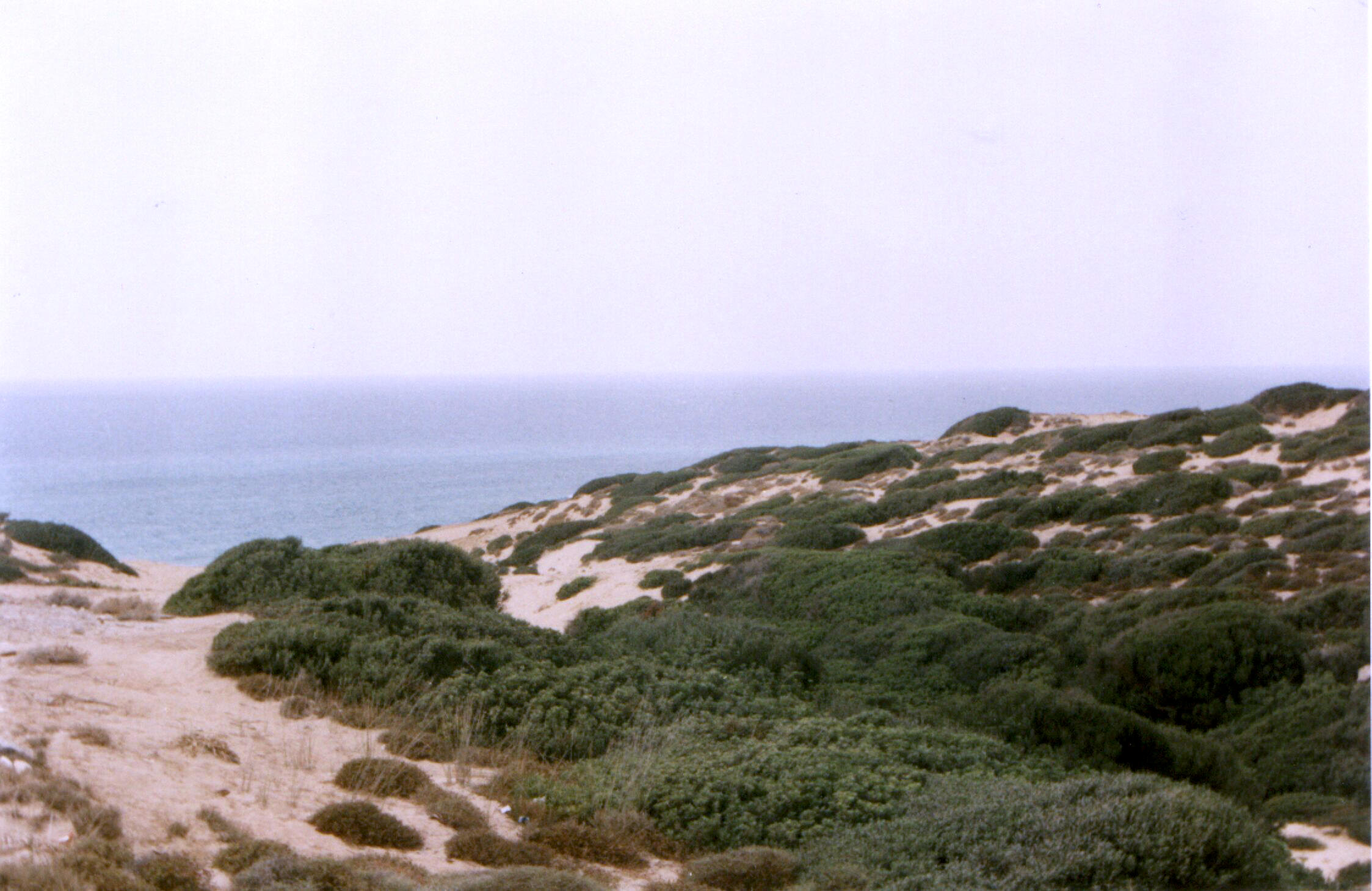
Scivu

Ubicato a valle del passo Genna 'e Frongia, è circondato da una suggestiva cornice di monti e da una rigogliosa pineta comunale de "Sa Conca 'e s'ollastu" e de "Conca 'e mallu".
Fanno parte del territorio, il massiccio del monte Arcuentu e i monti circostanti, i quali dividono il Medio Campidano dal mare; un settore collinare intermedio con le zone minerarie di Ingurtosu, Montevecchio e Gennamari, che degrada verso il mare; la fascia costiera che si estende per circa 47 km di lunghezza, da capo Frasca a nord, fino a capo Pecora a sud e comprende la Costa Verde situata fra Piscinas e Funtanazza.
A Torre di Flumentorgiu (Torre dei Corsari nell'accezione turistica) e Pistis la costa è in prevalenza bassa e sabbiosa. A Piscinas e a Scivu si possono ammirare dune sabbiose che raggiungendo un'altezza di 100 m circa, sono le dune più alte d'Europa. A Capo Pecora la costa è rocciosa, ricca di rocce granitiche.
L'entroterra arburese è ricco di zone minerarie, antico ricordo della principale attività economica del luogo: la zona è sempre stata conosciuta come sito di estrazione mineraria, sfruttata già dai Fenici e, diventata zona industriale, fu trasformata in area di insediamento urbano per tutti coloro che lavoravano nelle miniere.

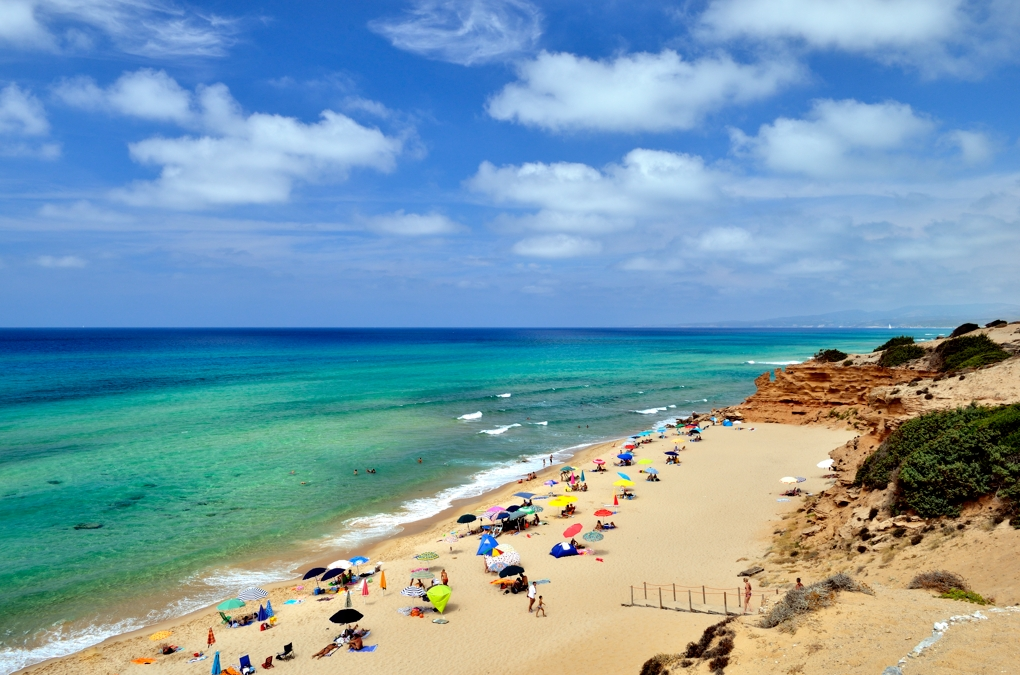
Spiaggia di Scivu

## Origini del nome
Il toponimo Arbus ha un'etimologia incerta. Il linguista Massimo Pittau nel 2013 indicò nel suo volume I toponimi della Sardegna meridionale una chiara corrispondenza con l'aggettivo plurale arbus che in lingua sarda campidanese significa bianchi e che deriva a sua volta dall'aggettivo plurale in lingua latina albus, con medesimo significato. Allo stesso tempo però non gli fu chiara la spiegazione di tale accostamento tra l'abitato e il colore. La sua teoria più verosimile fu che dal momento che in Sardegna è presente il cognome Arbus, che significa «bianchi di carnagione o di capelli», è lecito pensare che nel toponimo ci sia un riferimento a is Arbus, cioè agli originari proprietari di un furriadroxiu, cioè una cascina, attorno al quale si sviluppò successivamente il villaggio.
Già nel 1895 lo studioso Giuseppe Vaquer, nativo di Villasor ma trapiantato ad Arbus, scrisse un libro sul suo paese d'adozione e provò a dedurne l'etimologia. Anche lui collegò senza alcun dubbio il nome all'aggettivo bianco, con le medesime motivazioni del Pittau, e provò a darne una spiegazione, senza però il supporto di documentazione certa e da lui stesso definite "congetture". La sua ipotesi più probabile fu il riferimento alla presenza di massicci di granito di colore bianco o alle cime innevate essendo Arbus il paese più in alto altimetricamente della zona, ma già meno probabile vista la scarsa frequenza di nevicate nell'abitato e della breve permanenza di neve sulle stesse montagne. Ancora meno supporto hanno le teorie relative ad una corrispondenza con il vocabolo arburis, per l'abbondanza di alberi che in passato avrebbe caratterizzato il territorio, ma di dubbia plausibilità per via del termine diffuso più nella Sardegna settentrionale e ad arabus, con riferimento alle orde saracene che un tempo avrebbero invaso le coste, anche considerando che lo stesso Pittau trovò che nessun toponimo nell'isola derivi direttamente da termini arabi se non indirettamente dalle influenze spagnole.
Il paese è citato nel Codex Diplomaticus Sardiniae (Secolo XII, CXXIII anno 1187) come Arbis, nel Codex Diplomaticus Ecclesiensis (CDE 1031) e compare tra le parrocchie della diocesi di Terralba che nella metà del XIV secolo versavano le decime alla curia romana, ma in forme chiaramente errate. È infine citato nella Chorographia Sardiniae (200.25) di Giovanni Francesco Fara negli anni 1580-1589 come curatoria de Arbus, oppidum Arbus.

## Storia

### Preistoria
Sulla presenza dei primi abitanti della Sardegna e specificatamente nella zona di Arbus, appare interessante la scoperta di due scheletri umani, battezzati dai ricercatori Beniamino e Amanda, ritrovati ad Arbus in località S'Omu e s'Orku, i quali, in base alla datazione con Carbonio-14 eseguita nei laboratori dell'Università dell'Arizona, risalirebbero a circa 8 500 anni fa, durante il periodo Neolitico. Nel 2011 in località Su Pistoccu, nella Costa Verde è stato rinvenuto il più antico scheletro umano completo sardo, ribattezzato Amsicora, che visse in un'epoca ancora più remota, ossia durante il periodo di transizione tra il Neolitico e il Mesolitico, 10 000-8 200 anni fa circa.
Un riparo sotto roccia in località Pranu Agas, all'interno del territorio di Arbus nei pressi della strada Montevecchio - Funtanatza, per l'ampiezza e per l'abbondanza di scaglie e oggetti di ossidiana, trovati nelle vicinanze, ma soprattutto per il reperimento di frammenti di ossa umane, fanno ritenere che questi anfratti naturali siano stati utilizzati come luogo di sepoltura da una primitiva comunità di pastori.

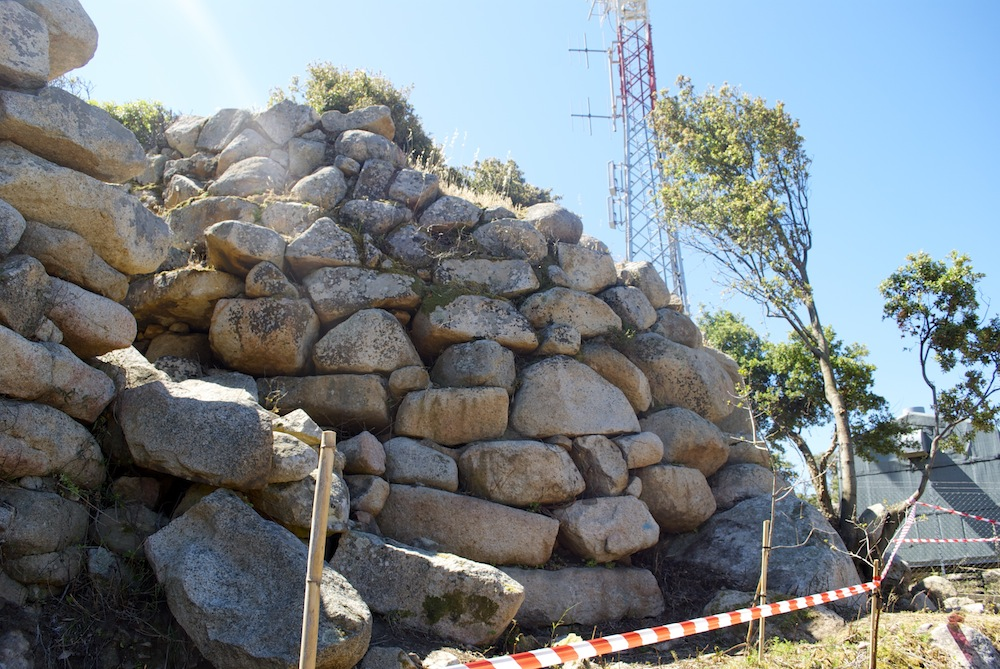
Nuraghe Cugui

Nel periodo nuragico, durante l'età del bronzo, vennero edificati vari nuraghe e tombe dei giganti, i cui resti sono ancora oggi osservabili.

### La fondazione del centro
La data esatta della fondazione di Arbus è incerta. Nel 2009 infatti nella piazza San Lussorio, durante la ristrutturazione dei locali adibiti a mercato civico, fu riconosciuto un sito archeologico pluristratificato, composto di un edificio termale e necropoli d'età romana imperiale, seguiti da un cimitero e una chiesa di età spagnola, risalenti almeno al XVII secolo. L'insediamento moderno poggia su un terrazzamento artificiale realizzato con materiale edilizio romano imperiale, sovrapposto ad alcune tombe preesistenti, di cui una alla cappuccina. Anche nella zona periferica di Santa Sofia sono presenti due pilastri probabilmente risalenti ad una volta di un insediamento termale. Questi nuovi elementi cronologici forniti dall'indagine archeologica permisero dunque di inserire anche l'attuale centro urbano di Arbus nella topografia antica della Sardegna.
Fino ad allora infatti Arbus venne considerata di fondazione medievale a giudicare le documentazioni dell'epoca. Il centro urbano infatti non risulta inserito nell'elenco delle decime pontificie del 1341 poiché, diversamente da oggi, il paese si presentava strutturato in diversi villaggi tra cui Santu Domini, Santa Sofia, Bidda Zei, Bidda Erdi, Villa Babari, Funtana Atza, Cilirus, presso Flumentorgiu, "Villa Jaca" e altre piccole località ma col tempo, a causa dei numerosi attacchi via terra e via mare di Saraceni e Aragonesi i diversi abitanti confluirono in un unico centro abitato. A dimostrazione di questo infatti fu proprio il rione Conca 'e Mallu ad essere il primo centro cittadino, poiché colle più alto e meno attaccabile, fino poi a svilupparsi verso la vallata più in basso. Già nel 1320 è menzionato come facente parte del giudicato d'Arborea all'interno del suo territorio storico (curatoria di Bonorzoli). Lo stesso Castello di Arcuentu sul Monte omonimo (785 m), di cui rimangono poche rovine, fu dato nel 1164, in pegno da Barisone I de Lacon D'Arborea, nominalmente re di Sardegna, ai Genovesi per il prestito di un forte somma di denaro.
Non si conoscono i motivi per cui la comunità di Arbus, a differenza dei comuni confinanti, non sia citata nel trattato di pace, stipulato nel 1388 tra il Giudicato di Arborea e il Regno d'Aragona. Parteciparono infatti, per l'Incontrada o curatorìa di Montis Regalis (Monreale) i rappresentanti degli abitanti del Borgo del Castello di Monreale, di Sardara, Villa Abbas (l'attuale Santa Maria de is Aquas di Sardara), di San Gavino e dei villaggi di Pavillonis (Pabillonis) e Guspini.
La mancata citazione dei villaggi di Arbus, Gonnos, Fanadiga, Serru e Flumini Major (allora ubicato in prossimità dell'attuale Portixeddu), compresi nel Giudicato d'Arborea, può trovare giustificazione nella possibilità che questi centri, in quel periodo, non fossero popolati, presumibilmente, a causa dell'epidemia di peste del 1348 che aveva reso disabitati il 40% dei villaggi della Sardegna.
Il comune di Arbus viene citato ancora nell'atto di allodiazione, ovvero cessione di proprietà libera da vincoli e tributi feudali, fatto alla catalana donna Violante Carroz l'8 novembre 1504 e, successivamente, nella Storia documentata della popolazione di Sardegna, in cui Corridore riporta gli atti del parlamento con la statistica dei comuni per fuochi e popolazione dell'anno 1678.
Documenti inoppugnabili citano inoltre la visita pastorale del vescovo di Ales monsignor Andrea Sanna, avvenuta dal 5 al 16 aprile del 1524, alle parrocchie comprese nella diocesi, fra cui la parrocchia di San Lussorio di Arbus. 
La visita avvenne lunedì 11 aprile 1524 e viene narrato che all'esterno della chiesa parrocchiale, intitolata a san Lussorio, vi erano appese due campane, mentre all'interno vi erano due altari: il maggiore dedicato a san Lussorio e l'altro intitolato a san Sebastiano, nonché dei particolari sugli arredi. Presenziavano alla visita il curato Antonio Roger e l'obriere Giovanni Pau.
Un altro storico monsignore, Severino Tomasi, nella sua opera Memorie del passato, scrive che i lavori per la costruzione della nuova chiesa, quella attuale, dedicata a San Sebastiano, iniziarono nel 1590 e terminarono nel 1640.
Inizialmente ricoprirono l'incarico di procuratori della Chiesa, Antioco Pittau e Lorenzo Aru. Essi erano dei laici che, notoriamente, venivano scelti per la fiducia e per il loro zelo e agendo alle dipendenze dell'autorità ecclesiastica, ricoprivano l'incarico di procurare i fondi necessari per la costruzione dell'edificio religioso, raccogliendo le offerte dei fedeli. Al riguardo viene menzionato il versamento a rate, a cura di Antioco Mereu, della somma di 10 lire corrispondente in quel periodo al valore commerciale di un bue.
Il comune conservò la dipendenza dalla baronia di Monreale, appartenente ancora al marchesato di Quirra, fino al riscatto dei feudi avvenuto nel 1836, quando fu riscattata agli ultimi feudatari, gli Osorio marchesi di Quirra, succedutisi ai Centelles nel 1603. Quando la Sardegna venne divisa in dieci province, Arbus fu assegnata alla provincia di Iglesias.

### Dal XVII secolo all'Ottocento

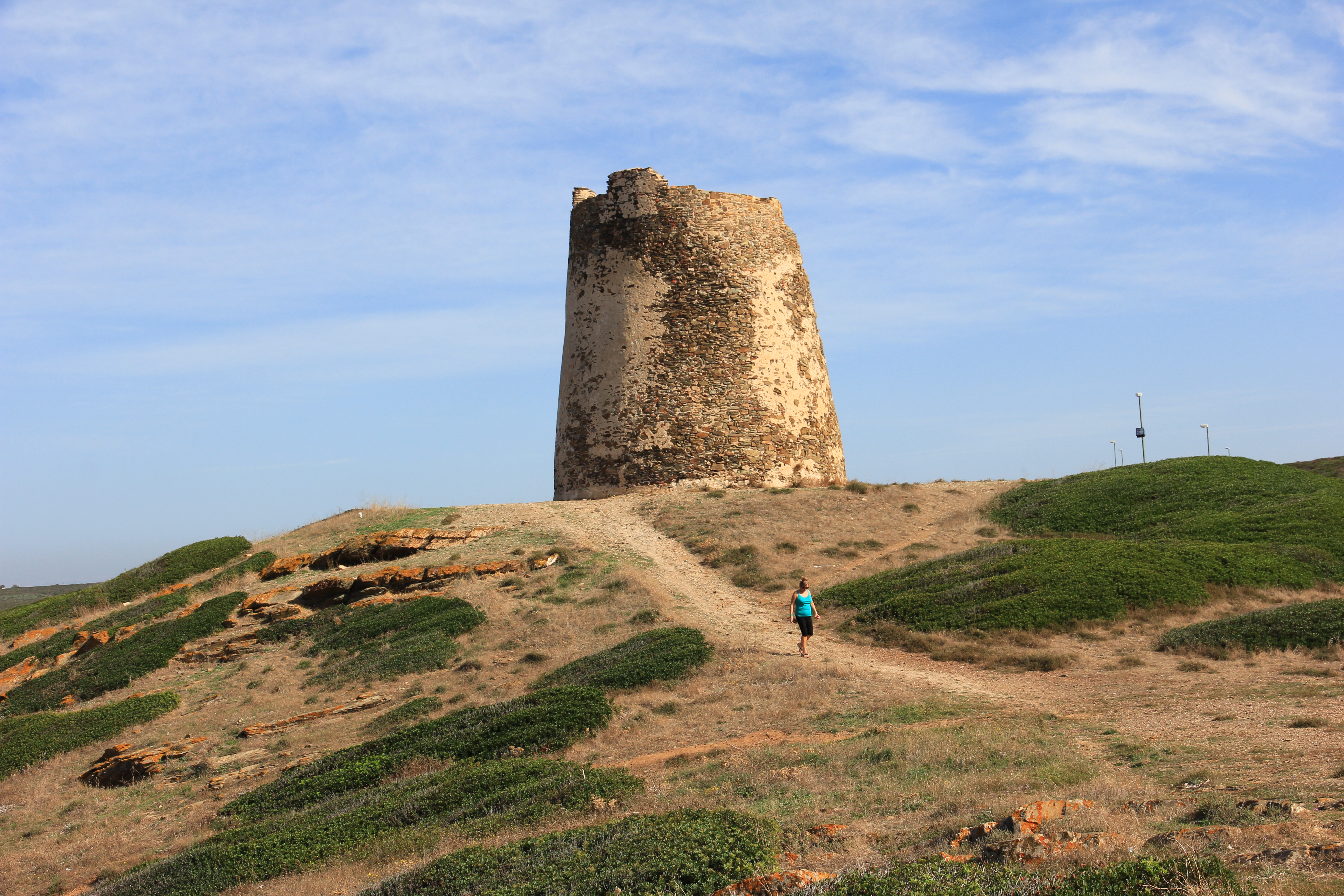
Torre di Flumentorgiu

Il paese, dedito inizialmente all'agricoltura e alla pastorizia, ebbe uno sviluppo molto lento, tanto che nel 1688 contava appena 989 abitanti e dieci anni dopo ancora a 1282. Nel 1728 la popolazione saliva a 2 126 abitanti e nel 1821 sfiorava le 3 000 unità. In quegli anni fiorì nel paese, grazie anche al vasto territorio comunale, l'allevamento di ovini, caprini, bovini, suini e cavalli che, nonostante l'assenza di strade, diede vita ad un commercio intenso soprattutto con Cagliari e Oristano. Altra attività di rilievo era quella dedicata alla tessitura con la produzione di lino, cotone, tela grezza e dell'orbace di cui se ne faceva grande smercio nei paesi del Campidano, praticata dalla quasi totalità delle famiglie: su 670 case censite, 600 erano fornite di telaio.
Amministrativamente, Arbus nel 1839 si liberò dalla dipendenza feudale e nel 1848, con la legge che istituiva il comune moderno, entrò a far parte della divisione amministrativa di Cagliari, infine, dal 1859, fu compreso nella omonima provincia ricostituita.

### L'era mineraria
In seguito all'ampliamento delle vicine miniere di Montevecchio e Ingurtosu e alla manodopera richiamata da diverse parti della Sardegna, nel 1901 Arbus con 6 450 abitanti era uno dei paesi più grandi della diocesi di Ales. L'ulteriore sviluppo delle attività estrattive avvenuto nel periodo successivo alla seconda guerra mondiale portò la popolazione negli anni a metà del Novecento a superare i 10.000 abitanti, ridottisi poi drasticamente in seguito alla crisi delle miniere e alla definitiva chiusura degli impianti.

### Il lento declino e il tentativo di rinnovamento
Il XX secolo si è chiuso con un lento declino del numero di abitanti, vista la chiusura degli impianti minerari nella costa, passando dai 10 000 ai poco più di 6 000 abitanti. Ma nuove prospettive vengono offerte all'economia del paese dalla valorizzazione delle coste che lambiscono ad ovest il territorio comunale. Si pensa che possa costituire la risorsa primaria per la nascita di una solida industria turistica in grado di risolvere i gravi problemi occupazionali.

### Simboli
Lo stemma del Comune si blasona: 
(D.P.R. del 2 settembre 1998)

Il Gonfalone invece è descritto come: 
(D.P.R. del 2 settembre 1998)

## Monumenti e luoghi d'interesse

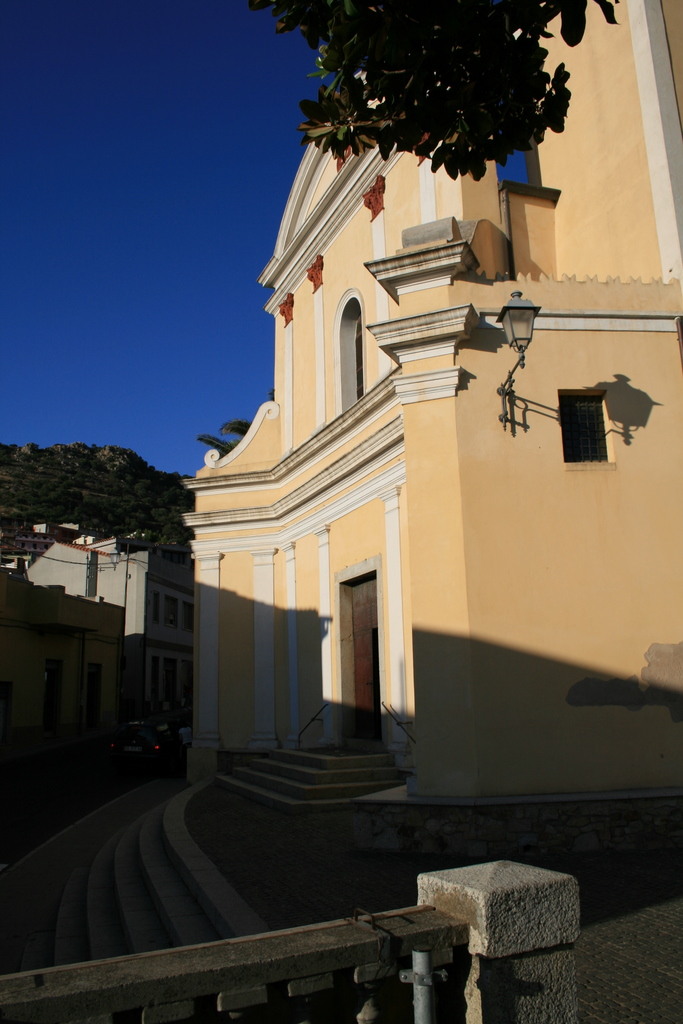
Chiesa parrocchiale di San Sebastiano

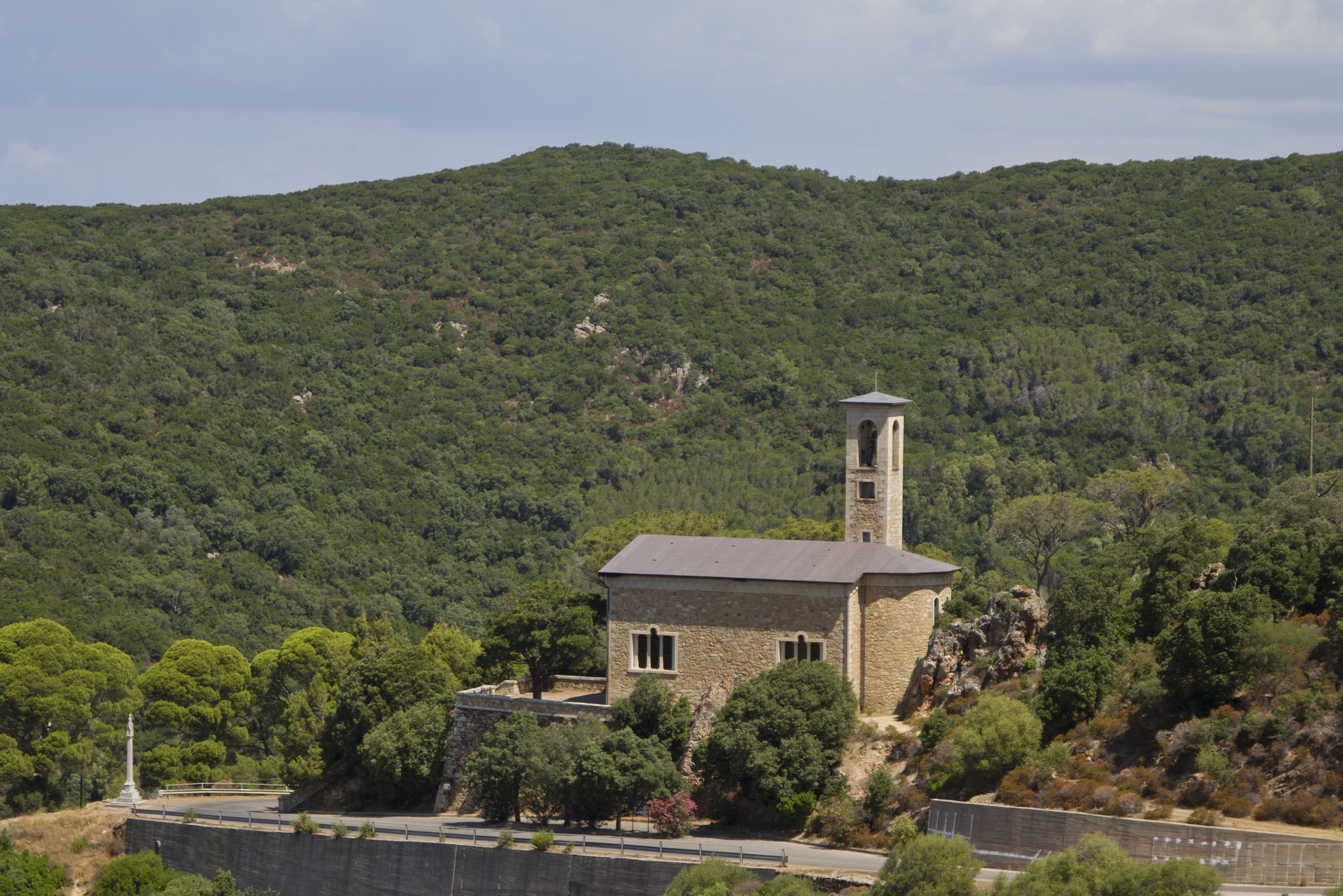
Santa Barbara

### Architetture religiose
- Chiesa di San Sebastiano martire, situata al centro del paese. Le prime notizie della sua edificazione risalgono alla fine del XVI secolo, ma il luogo di culto ha origini più antiche. La struttura dell'edificio è molto modesta, e le sue linee non rientrano nei canoni di nessuno stile architettonico poiché fu costruita, ampliata e restaurata in periodi diversi.[21]
- La chiesa della Beata Vergine d'Itria. Edificata intorno alla prima metà del Seicento, la chiesetta della Beata Vergine d'Itria ha mantenuto fino ad oggi la sua originaria struttura con un loggiato e due stanze. Ha potuto essere conservata nel tempo grazie alle cure di un'antica Confraternita, la quale possedeva immobili e bestiame che venivano ceduti in affitto. Dai registri amministrativi parrocchiali e della confraternita si apprende che la chiesa ha subito più volte lavori di restauro e manutenzione, segno tangibile dell'attenzione prestata per garantirne l'efficienza.
- La chiesa di Santa Barbara, che sorge nel borgo minerario di Ingurtosu. Per la sua edificazione, il Papa Pio X offrì 20.000 lire all'ingegner Pavan, allora direttore della miniera. I lavori furono iniziati nel 1914 e la chiesa, nonostante il rallentamento dovuto alla prima guerra mondiale, fu inaugurata il 21 maggio 1916. Si articola in tre navate, con volta centrale, sorretta da imponenti colonne di granito. Una Via Crucis realizzata dal 1958, parte dalla chiesa e si snoda lungo un sentiero immerso nella vegetazione fino ad un complesso roccioso naturale dove sono state erette le tre croci del Calvario.
- Chiesa di Sant'Antonio da Padova situata nella frazione Marina di Sant'Antonio di Santadi
- Chiesa della Madonna d'Itra situata nella periferia della cittadina mineraria
- Chiesa della Madonna del Rosario situata nel rione Belvedere (conca e mallu)
- Chiesa di Stella Maris a Torre dei Corsari
- Chiesa di San Lussorio situata al nord della cittadina

### Architetture civili

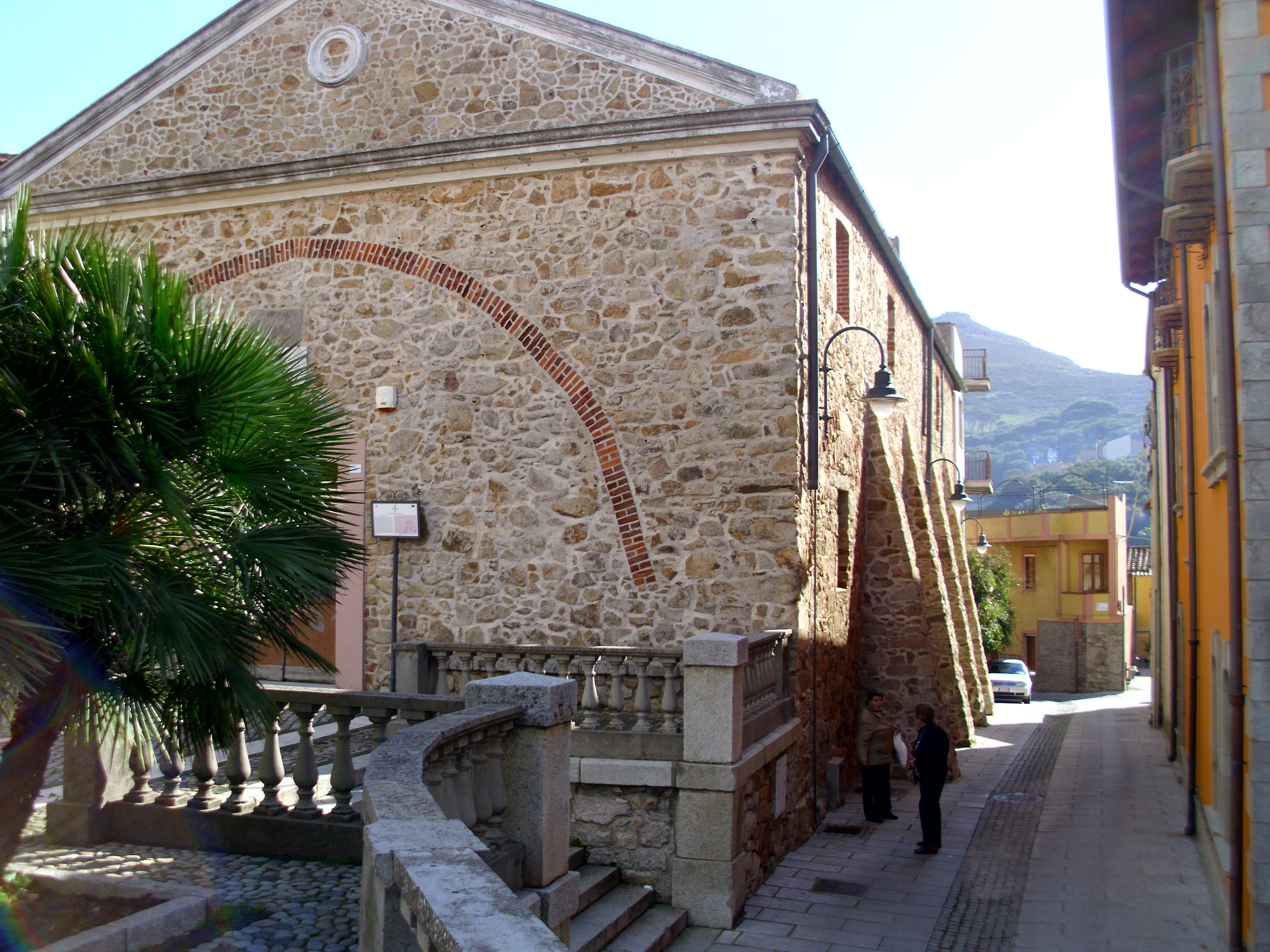
Monte granatico

- Montegranatico. Edificio che in passato era adibito a "banca del grano", ovvero si accantonava il grano e si prestava ai contadini con la garanzia della restituzione a fine raccolto. Questo edificio è nato nel XVII secolo circa per mano dei viceré spagnoli presenti a quel tempo in Sardegna, in modo da favorire l'economia e ostacolare l'usura. L'edificio, dopo una ristrutturazione nel 1989, ora viene utilizzato come sede di incontri, congressi e occasionali mostre, prevalentemente riguardanti il passato minerario del paese.
- Vecchio municipio. Situato nella Piazza di Chiesa, fulcro della vita sociale del paese. Ora adibito a biblioteca comunale. Sulla facciata si trovano i bassorilievi dei due principali cittadini arburesi, Raimondo Garau e Pietro Antonio Leo.

#### Piazze

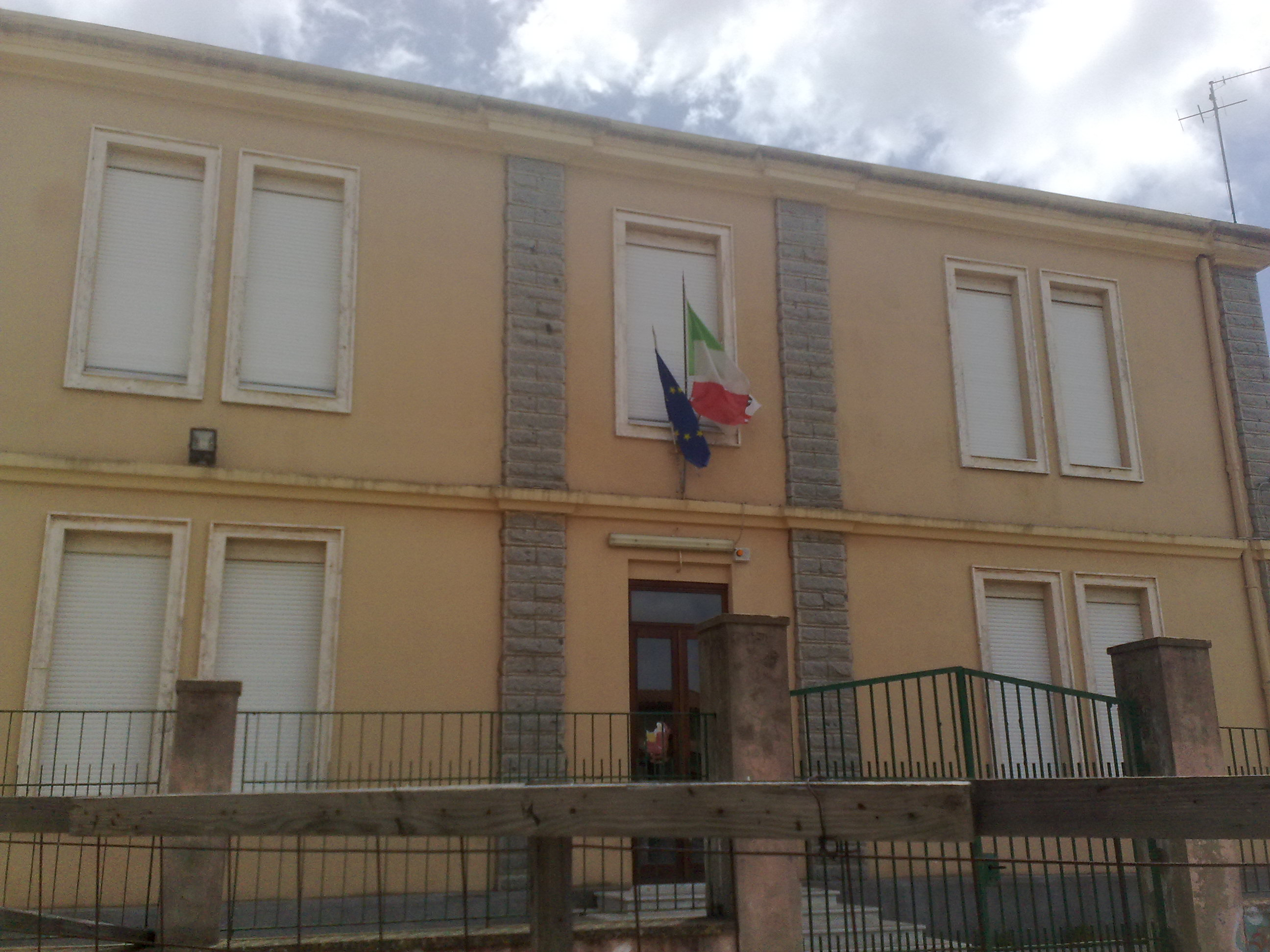
La Biblioteca Comunale in Piazza San Lussorio

Tra le piazze più importanti del paese vanno segnalate sicuramente:
- Piazza Immacolata (meglio conosciuta come Pratz'e Cresia dal toponimo in lingua sarda, tradotto anche in piazza di Chiesa), situata nel centro del paese intorno alla metà di via Repubblica (ovvero il tratto cittadino della SS 126). Su di essa si affacciano appunto la chiesa di San Sebastiano, il Montegranatico e il Vecchio Municipio. Si tratta di una piazza circolare con al centro la statua Madonna della Beata Vergine Maria della metà del Novecento.
- Piazza San Lussorio (o piazza di Scuola), situata intorno alla metà di via Repubblica. Chiamata così per la presenza in passato di una vecchia chiesa dedicata al Santo martirizzato a Fordongianus. Vecchio centro religioso, era infatti presente il vecchio cimitero prima della realizzazione del nuovo dedicato a San Paolo, nel XX secolo è diventato il centro della vita sociale di Arbus. Al posto dei ruderi della chiesa fu costruita la Scuola elementare, da cui deriva appunto il secondo nome della piazza. Dagli inizi degli anni 2000 però la piazza sta subendo un profondo restauro ed è tuttora chiusa al pubblico, restauro che è stato prolungato nel tempo anche a causa del ritrovamento di alcuni teschi e ossa umane, molto probabilmente risalenti al vecchio cimitero, ma osservati per precauzione dalla Soprintendenza per i beni culturali.
- Piazza Mercato o Pratza de sa Panga, uno spiazzo localizzato al centro del paese, così denominato in quanto destinato nel passato ad allestire un bancone (in lingua sarda sa panga) utilizzato allorquando un allevatore poneva in vendita un capo di bestiame macellato.
- Piazza "villaggio fiorito" situata ad est del paese
- Piazza Giovanni XIII o piazza monumento
- Piazza Conca 'e Mallu
- Piazza Matteotti
- Piazza Santu Domini

### Siti archeologici
- Tomba dei giganti di Bruncu Espis, situata in località Funtanazza, nella Costa Verde, presenta una facciata disposta su un fronte rettilineo e una galleria con pareti fortemente aggettanti e dotata di un corridoio lungo una decina di metri circa e largo poco più di uno.
- Nuraghe Cugui, risalente alla civiltà nuragica, presenta una struttura a tre torri di cui solo una è accessibile, anche se da un'apertura non particolarmente alta.[22]
- Nuraghe Narocci (o Cancedda), in prossimità della spiaggia di Scivu. Il nuraghe è posizionato sulla collina di Punta su Nuraxi, a 226 metri s.l.m., dominando la vallata che degrada verso la costa. La costruzione in passato è stata un’importante postazione di controllo dell’intera zona circostante. Il nuraghe è stato dichiarato di importante interesse culturale e archeologico, ed è stato sottoposto a tutela dal Ministero per i Beni e le Attività Culturali nell'ottobre del 2012.[23]
- Castello di Arcuentu, il quale si erge sulla sommità del monte omonimo.

### Miniere
Nel territorio comunale di Arbus sono presenti le seguenti miniere dismesse:
- Miniera di Gennamari (o Gennemari).
- Miniera di Ingurtosu.
- Miniera di Montevecchio.
- Miniera di Perda S'Oliu.
- Miniera di S'Acua Bona.
- Miniera di Scivu.
- Miniera di Zurufusu.

## Società

### Evoluzione demografica
Abitanti censiti

### Lingue e dialetti
La variante del sardo parlata ad Arbus è il campidanese oristanese.

### Etnie e minoranze straniere
Al 31 dicembre 2019 la popolazione straniera ammontava a 74 individui, di cui 39 di nazionalità rumena.

## Cultura

### Eventi

#### Festa di sant'Antonio

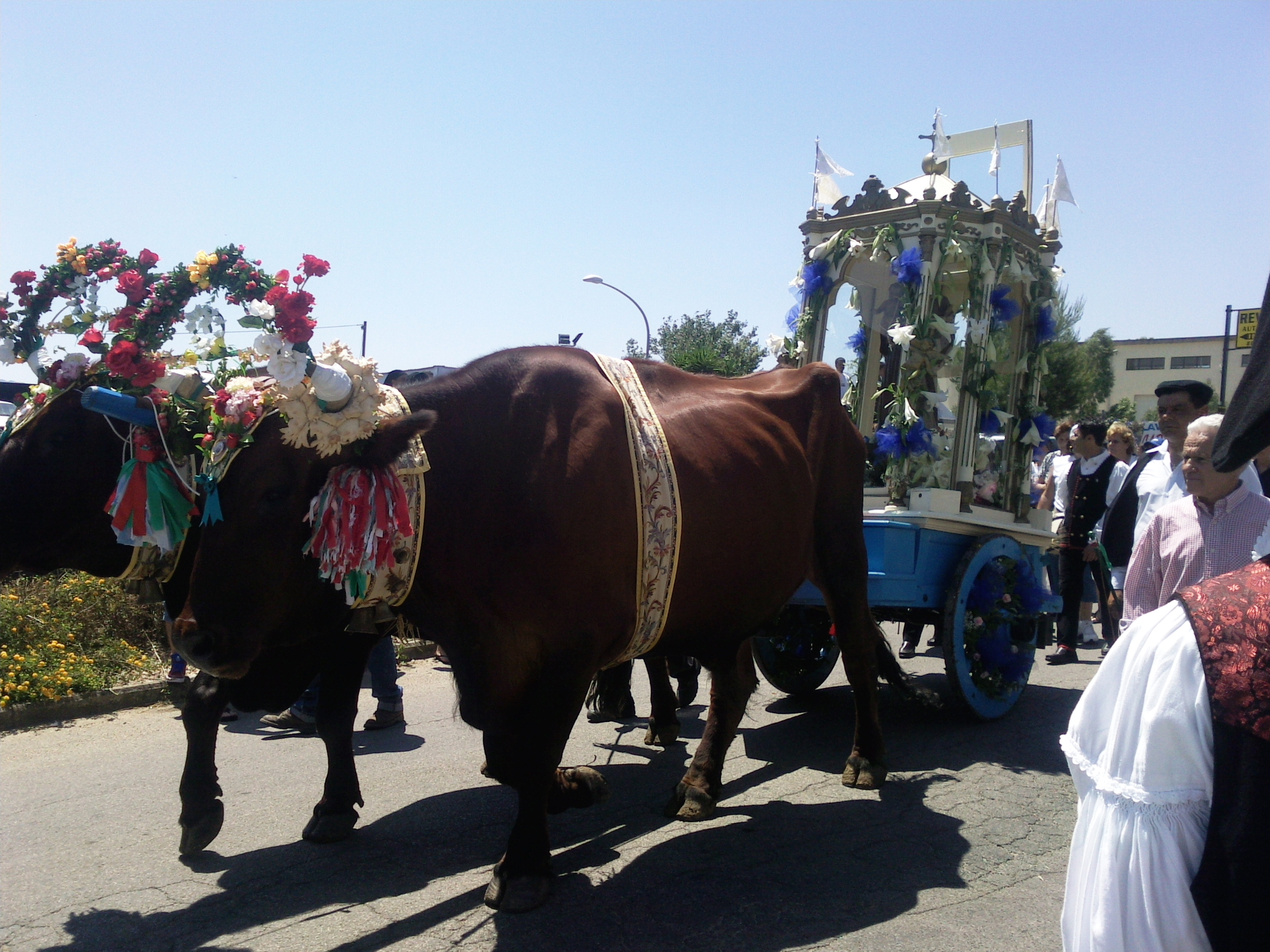
Il cocchio del santo viene trasportato tramite la forza di un giogo di buoi

Tra le numerose feste sacre l'evento più importante è la festa di sant'Antonio di Padova, conosciuta come "sa festa de Sant'Antoni de Santadi", che si svolge ogni anno nel mese di giugno e dura quattro giorni consecutivi (dal primo sabato dopo il 13 giugno al martedì successivo). Durante la festa in onore di Sant'Antonio da Padova si svolge una processione che percorre circa 33,6 km, accompagnata da gruppi in costume sardo dei paesi vicini, cavalieri bardati a festa, dalle tradizionali traccas.
La processione ha inizio ad Arbus il sabato mattina, attraversa il centro abitato di Guspini e giunge fino alla frazione di Sant'Antonio di Santadi, a 3 km dalla spiaggia di Pistis, dove i festeggiamenti proseguono la domenica e il lunedì.
Il martedì il simulacro effettua il percorso inverso e i festeggiamenti terminano la notte ad Arbus, con l'arrivo del simulacro del santo, salutato con uno spettacolo pirotecnico.

#### Altri riti religiosi
Altre feste sacre sono quella di Sant'Antonio Abate con l'accensione del falò rionale il 17 gennaio, mentre il 20 gennaio avvengono le sobrie celebrazioni del santo Patrono San Sebastiano e quella di San Lussorio in agosto che per modalità si avvicina a quella di Sant'Antonio,

#### Sagra della pecora Nera di Arbus
Dal 2011, nell'ultimo weekend di luglio, si celebra la Sagra della pecora Nera di Arbus, occasione di degustazione del prodotto ma anche di workshop e incontri per la tutela della specie.

#### Sagra della vitella

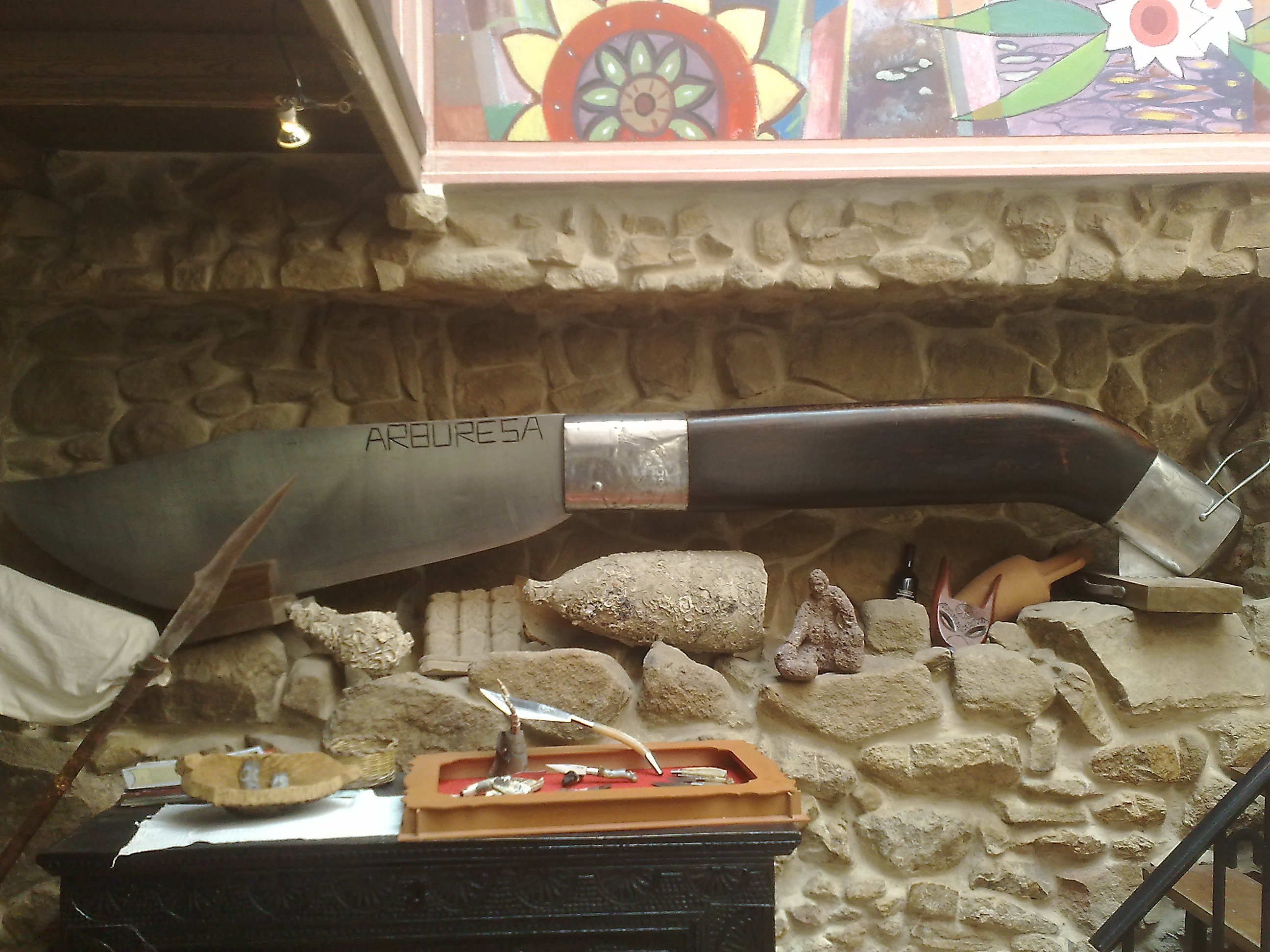
Il coltello da Guinness dei primati del 1986

Il coltello da Guinness durante la sua realizzazione nei laboratori dell'artigiano arburese Paolo Pusceddu

All'inizio di agosto, oltre a varie attività e spettacoli musicali, viene allestita la sagra alimentare a base di carne di pecora e di vitella, prodotto tipico della zona, cucinata intera allo spiedo in occasione del rientro per le vacanze degli emigrati (da cui anche il nome di Sagra dell'Emigrato) che gradiscono l'iniziativa promossa, giungendo da ogni dove per trascorrere le vacanze estive.

### Musei
- Museo del coltello: il primo museo sul coltello sardo, in particolare sul tipico Coltello arburesa, prodotto artigianale tipico locale. Il coltello arburesa più grande del mondo, oggi conservato nel museo del coltello sardo di Arbus, ha una lunghezza di 4,85 m ed un peso di 295 kg. È entrato nel Guinness dei primati nel 1986, all'inizio come il Coltello a serramanico più grande del Mondo, record battuto poi da una scuola di artigiani galluresi; è tuttavia ancora nel libro dei Guinness come Coltello a serramanico più pesante del Mondo. L'impresa è stata compiuta dall'artigiano Paolo Pusceddu, fondatore del museo.

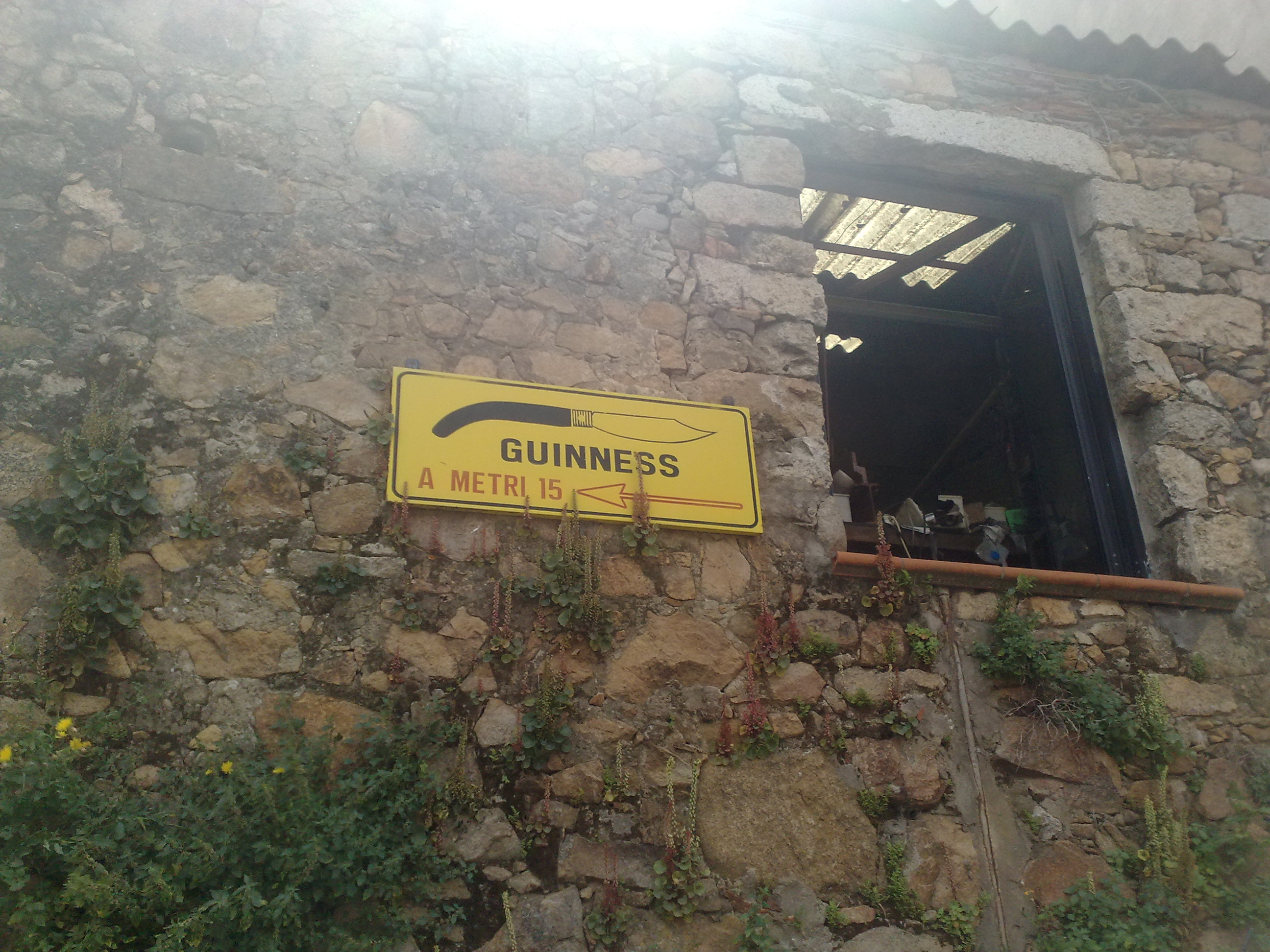
Indicazioni turistiche riguardanti il coltello da Guinness

- Museo mineralogico di Montevecchio: presenta una ricca collezione di minerali che in buona parte derivano direttamente dalla miniera di Montevecchio.
- Museo Multimediale di Pozzo Gal ad Ingurtosu: dedicato agli uomini e alle loro famiglie che sono vissuti nella frazione mineraria.
- Museo Collezione "Sanna-Castoldi": a Montevecchio, raccoglie la Collezione posseduta da Alberto e Giovanni Antonio Castoldi.
- Museo dei diorami a Montevecchio: presenta i diorami che riproducono la vita mineraria in diverse epoche.

## Geografia antropica

### Frazioni
Del comune di Arbus fanno parte anche le frazioni di:
- Ingurtosu (9,71 km);
- Sant'Antonio di Santadi (24,21 km);

altre località del Comune di Arbus:
- Montevecchio (5,95 km);
- Piscinas
- Bau (Is Arenas) (13,35 km);
- Funtanazza (17,57 km);
- Gennamari (11,99 km);

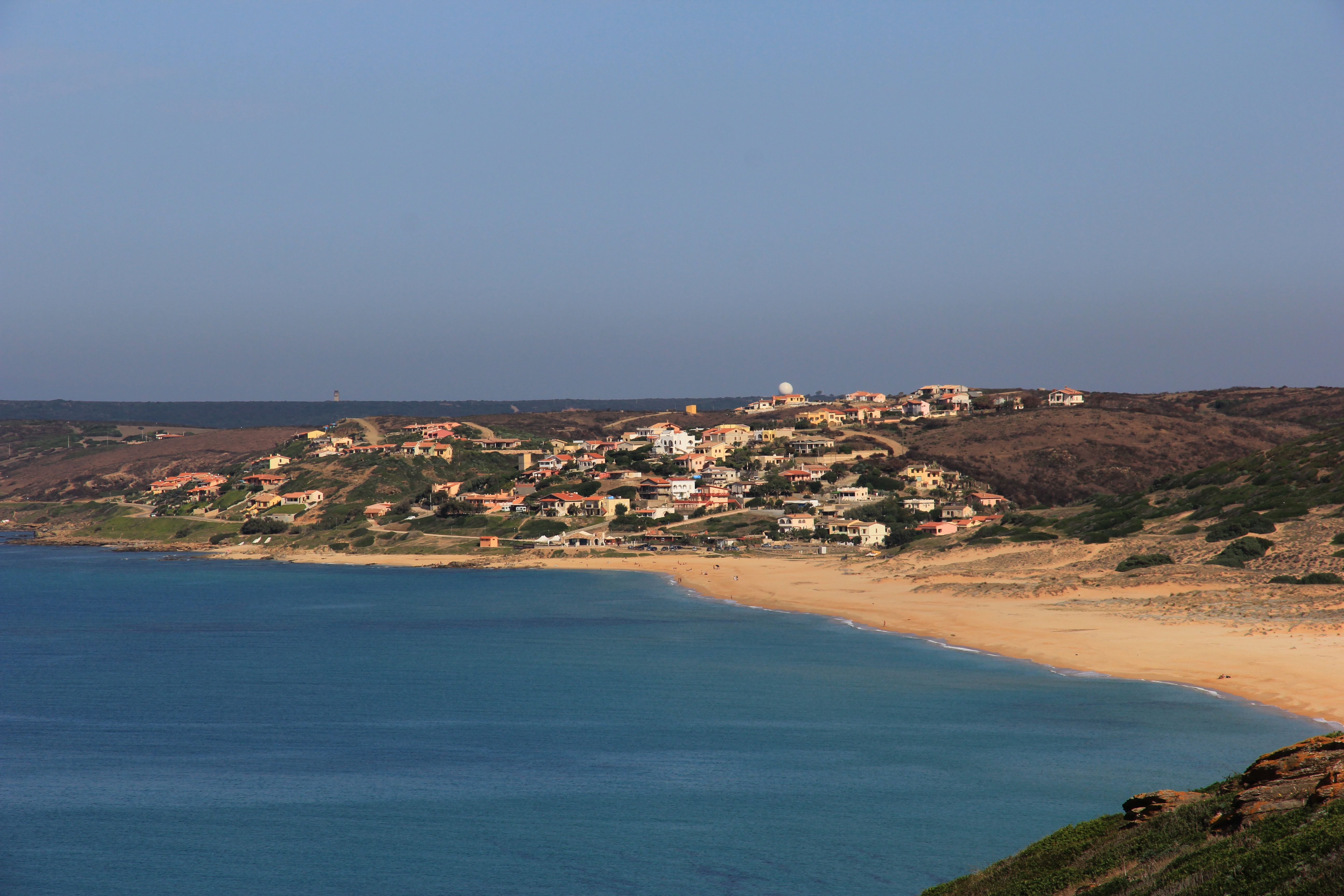
Pistis

- Gutturu 'e Flumini (nota anche come Marina di Arbus) (16,23 km);
- Pistis (25,05 km);
- Pitzinurri (9,36 km);
- Porto Palma (22,31 km);
- Portu Maga (15,68 km);
- Sa Tanca (5,06 km);
- Torre dei Corsari (23,31 km);

## Amministrazione
| Periodo         | Periodo          | Primo cittadino      | Partito                                                | Carica      | Note          |
| --------------- | ---------------- | -------------------- | ------------------------------------------------------ | ----------- | ------------- |
| 1946            | 1952             | Alberto Cadeddu      |                                                        | Sindaco     |               |
| 1952            | 1956             | Sebastiano Zanda     | Partito Socialista Italiano                            | Sindaco     |               |
| 1956            | 6 novembre 1960  | Francesco Zurrida    | Democrazia Cristiana                                   | Sindaco     |               |
| 7 novembre 1960 | 30 giugno 1963   | Antonio Mario Lampis |                                                        | Sindaco     |               |
| 1º luglio 1963  | 22 novembre 1964 | Antonio Collu        |                                                        | Sindaco     |               |
| 1964            | 1975             | Francesco Zurrida    | Democrazia Cristiana                                   | Sindaco     |               |
| 1975            | 1985             | Giovanni Atzeni      | Partito Comunista Italiano                             | Sindaco     |               |
| 1985            | 1990             | Bachisio Virdis      | Partito Socialista Italiano                            | Sindaco     |               |
| 1990            | 2000             | Giancarlo Pusceddu   | Partito Comunista Italiano                             | Sindaco     |               |
| 2000            | 2004             | Antonio Dessì        | Lista civica (Centro-sinistra)                         | Sindaco     |               |
| 2004            | 2005             | Andreina Farris      |                                                        | Commissario |               |
| 2005            | 2010             | Raimondo Angius      | Partito Democratico                                    | Sindaco     |               |
| 2010            | 2015             | Francesco Atzori     | Nuovo PSI                                              | Sindaco     |               |
| 2015            | 2020             | Antonio Ecca         | Lista civica "ABC Arbus Bene Comune" (Centro-sinistra) | Sindaco     |               |
| 2020            | 2022             | Andrea Concas        | Lista civica "Esserci per Arbus" (Centro-destra)       | Sindaco     |               |
| 2022            | 2022             | Francesco Cicero     |                                                        | Commissario | [ 27 ] [ 28 ] |
| 2022            | In carica        | Paolo Salis          | Lista civica "Impegno in Comune" (Centro-destra)       | Sindaco     |               |

### Relazioni istituzionali con il territorio
La legge regionale n. 2 del 4 febbraio 2016 relativa al riordino del sistema delle autonomie locali della Sardegna, che tra le altre cose eliminava la provincia del Medio Campidano di cui il comune faceva parte, prevedeva l'obbligo di ciascun comune dell'isola a entrare a far parte di una unione di comuni. Il comune pertanto ha costituito, assieme ai comuni di Gonnosfanadiga, Guspini e Villacidro l'Unione di Comuni "Monte Linas - Dune di Piscinas", la quale al 2015 comprendeva una popolazione di 39 125 abitanti su un’estensione territoriale di 752,46 chilometri quadrati. L'Unione ha sede legale e amministrativa nel comune di Guspini, presso la sede municipale.
Gli stessi comuni fanno parte dell'ATO Linas, uno dei 37 Ambiti Territoriali Ottimali in cui è divisa la Sardegna. Questi, sommati a Pabillonis, San Gavino Monreale e Sardara costituiscono il Piano Locale Unitario dei Servizi (PLUS) del Distretto di Guspini, attraverso il quale essi uniscono le forze per sostenere le persone con servizi sociali e socio sanitari integrati, nonché il Distretto Socio Sanitario.

## Economia

### Agricoltura
Il settore agroalimentare si regge principalmente sulle piccole imprese sparse nel vasto territorio dedite alla produzione in primis di formaggio ovino e caprino. Da segnalare inoltre la presenza del comparto della Nera di Arbus, un esemplare di pecora nera, l'unica razza ovina autoctona della Sardegna, oltre alla più comune razza sarda, anch'essa diffusa nel territorio. Sviluppati inoltre sono i settori dell'apicoltura per la produzione del miele e dell'olivicoltura per l'olio d'oliva.
Il settore dell'itticoltura è sviluppato nelle acque territoriali attorno al promontorio di Capo Frasca, seppur in misura limitata dovuta alle restrizioni e divieti di pesca presenti per via del Poligono di Capo Frasca.

### Artigianato
La principale attività d'artigianato è la produzione del Coltello arburesa, una speciale versione con lama panciuta e manico ricurvo dell'arresoja, il tipico coltello a serramanico sardo. Inoltre sono presenti numerosi laboratori di ceramica.

### Industria
Arbus per tutto il XX secolo ha vissuto dell'attività estrattiva nei territori circondanti il centro abitato. Con la chiusura delle miniere di Montevecchio e Ingurtosu, dagli anni '70 non è più però presente nel territorio alcuna attività industriale.

### Turismo
L'attività turistica principale è quella balneare, sfruttando le diverse località situate lungo gli oltre 40 km di costa. Non essendo comunque presente una massiccia antropizzazione essa si limita prevalentemente alla balneazione, essendo carenti grandi strutture ricettive. È comunque diffusa la presenza di bed and breakfast affiancata all'attività agrituristica nell'entroterra prossimo alla costa. Il particolare ambiente naturale permette però l'opportunità di sviluppo delle attività escursionistiche e di campeggio. L’elevato valore ambientale è testimoniato dalla presenza di 6 Siti di interesse comunitario) e un’Oasi WWF.
La dismissione del complesso minerario ha inoltre fatto sì che si sviluppasse in tali aree, anche nelle stagioni meno favorevoli, il turismo legato all'archeologia industriale. Questi territori fanno parte del Parco geominerario storico ed ambientale della Sardegna.

## Infrastrutture e trasporti

### Strade
Il paese viene attraversato dalla Strada Statale 126 che lo collega a Guspini e Fluminimaggiore. Il tratto della statale compreso nell'abitato è lungo 4 km, suddiviso in 6 vie (via Costituzione, via Gramsci, via Fratellanza operaia, via Dante, via libertà e via Is Strigas). Tale strada prende il nome dal torrente "Riu Is Strigas" così denominato in quanto nel passato e, come anche in epoca recente, attraversava una vallata costeggiata da numerosi vigneti a tendone, indicati in lingua sarda con il nome di strigas. Altre strade di rilevanza intercomunale sono la strada provinciale 4 che collega Arbus a Gonnosfanadiga in un versante e Montevecchio, la costa e i centri dell'Oristanese dall'altro.
Il trasporto pubblico urbano e i collegamenti con Cagliari e le varie zone del sud Sardegna sono assicurati dall'ARST.

## Sport

### Calcio

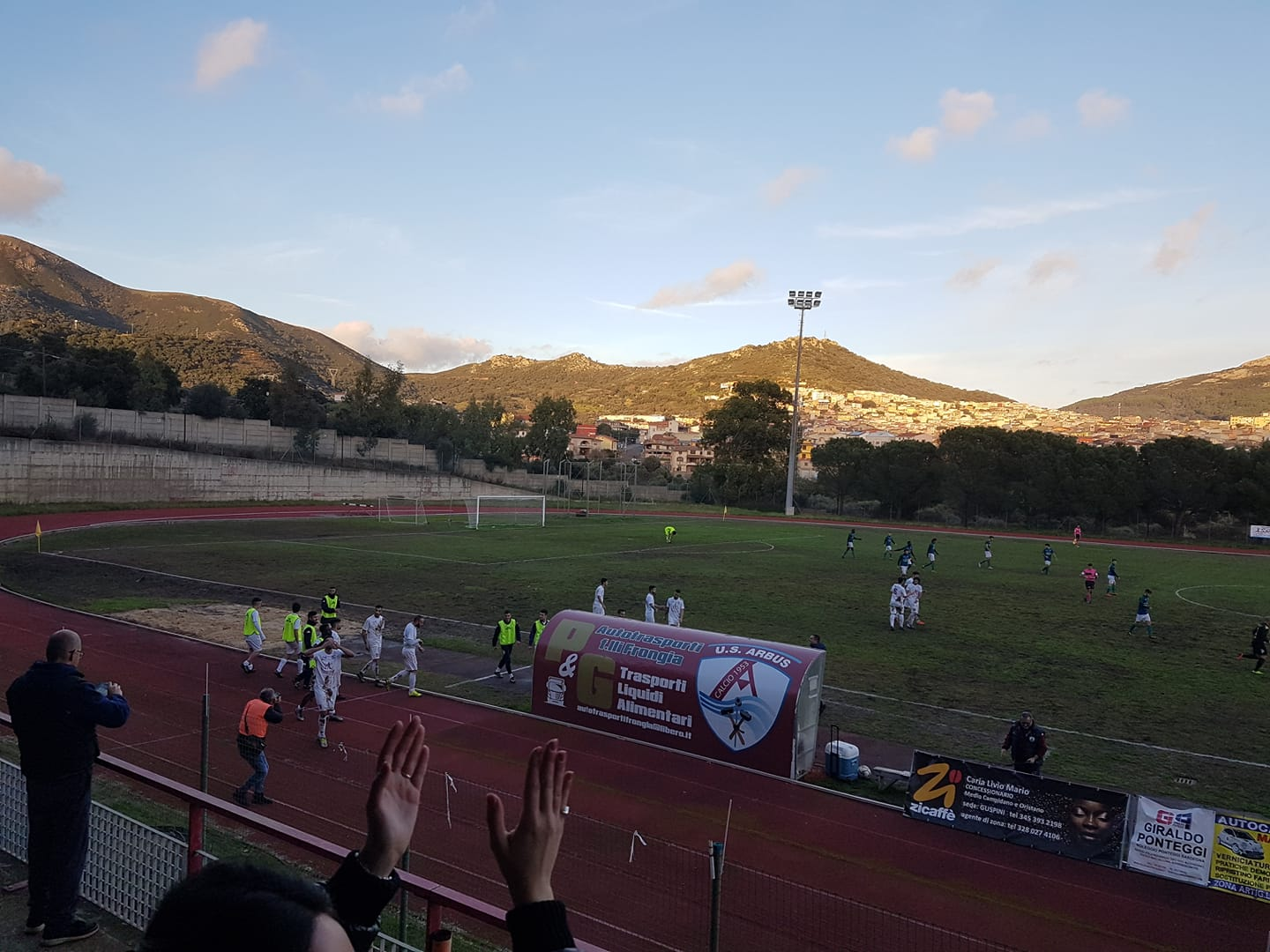
Lo Stadio Santa Sofia, principale impianto sportivo, al termine della partita Arbus-Nuorese del campionato di Eccellenza 2018-2019

Nel panorama sportivo arburese la fa da padrona il calcio con la squadra Arbus Costa Verde (fondata nel 1953 col nome Unione Sportiva Arbus e con tale denominazione fino all'estate 2023 quando con un riassetto societario è stato ripristinato un nome avuto per un breve periodo negli anni sessanta), da sempre presente nei campionati regionali con anche una parentesi di due anni, nelle stagioni 2000-2001 e 2001-2002, nel campionato nazionale di Serie D, massimo traguardo della società granata. Attualmente partecipa al campionato di Promozione. È presente anche una seconda società, l'Olimpia Arbus, che però ha sempre militato nelle ultime divisioni del calcio italiano, anche se, nei periodi di crisi della prima squadra cittadina, si sono disputati numerosi derby e addirittura, nella stagione 1988-1989 è capitato che l'Olimpia fosse in una serie superiore rispetto all'Arbus, in Prima Categoria l'Olimpia e in Seconda Categoria l'Arbus.
L'Arbus disputa gli incontri casalinghi nello Stadio Santa Sofia, situato nella periferia sud-occidentale del centro abitato e dotato di manto in erba naturale, pista d'atletica e tribuna centrale dotata di copertura. L'Olimpia invece, ma anche alcune formazioni del settore giovanile dell'Arbus e della stessa Olimpia, disputano le partite interne nel Campo Sportivo "Mario Peddis", storico impianto nel centro del paese in zona cimitero, antecedente alla costruzione del Santa Sofia, con fondo in terra battuta e due tribune in due lati del campo, non dotate di copertura.

### Pallacanestro
Il secondo sport cittadino può essere considerato la pallacanestro, dato che negli anni settanta e anni ottanta la squadra del paese militava nelle divisioni regionali. Attualmente sono presenti due società che curano in particolare il minibasket e il settore giovanile: il Centro Sportivo Basket e la Pallacanestro Arbus.

### Ciclismo
Il comune di Arbus ha spesso ospitato diversi passaggi del Giro di Sardegna, principale corsa ciclistica dell'Isola, sin dalle primissime edizioni. Nel 1963 un passaggio risultò storico in quanto durante lo svolgimento della quarta tappa da Oristano a Cagliari i corridori, dopo un primo passaggio ad Arbus furono respinti nei pressi di Iglesias dai minatori in sciopero in quella zona e costretti ritornare indietro. La direzione si prodigò e rideviò la corsa nell'Arburese, altro centro comunque caldo in quanto zona mineraria, dove infatti le proteste continuarono nei pressi di Guspini. I corridori riuscirono comunque a ritornare ad Arbus e a scollinare il passo Genna 'e Frongia.
Lo stesso passo, così come la strada che conduce al litorale della Costa Verde, sono stati poi percorsi più volte, comprese nelle ultime tre edizioni del XXI secolo, le ultime prima della sospensione della corsa ciclistica. Nell'estate del 2021 l'abitato e la parte sudorientale del territorio comunale (utilizzando la SS 126) sono stati interessati dal passaggio della terza tappa della prima edizione della Settimana Ciclistica Italiana.

### Autoslalom
Dal 2001 al 2009 si sono svolte 9 edizioni dell'Autoslalom Guspini-Arbus, cronoscalata, valida per il Campionato Italiano Slalom, con un percorso che si snodava tra le curve del tratto di SS 126 che congiunge appunto i due centri abitati. La gara è stata disputata nuovamente, per la decima edizione, nel novembre del 2021, questa volta valida per il Campionato Regionale Slalom Sardegna. Dal 2016 si disputa una nuova corsa, sempre in modalità autoslalom in salita, denominata Slalom di Arbus tra Dune e Miniere con partenza dal Pozzo Gal nella frazione mineraria di Ingurtosu..

## Galleria d'immagini

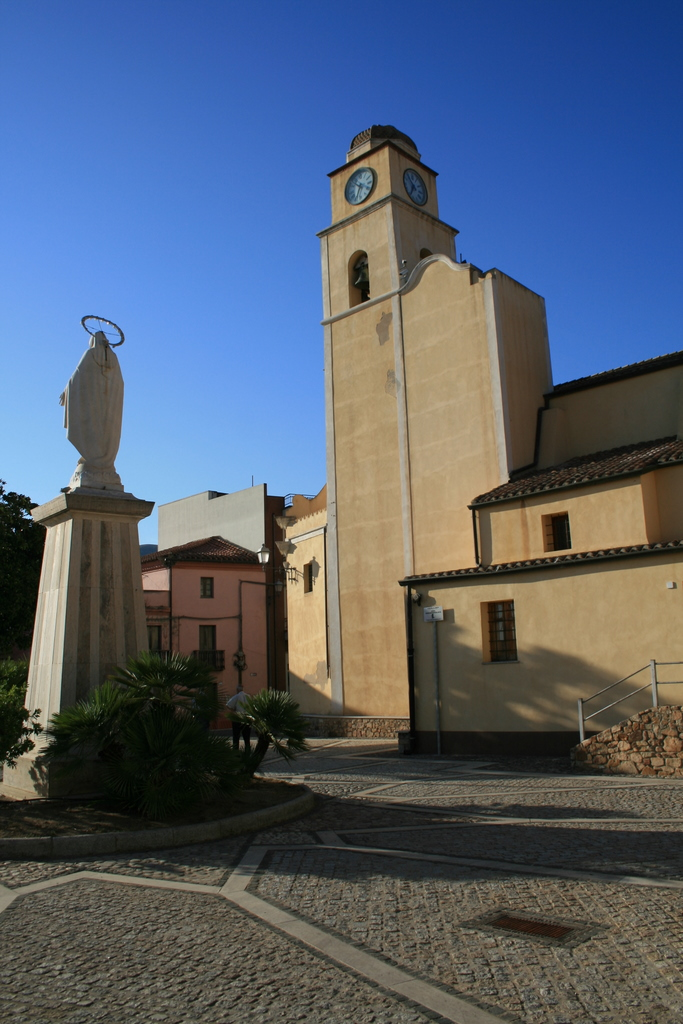
Piazza
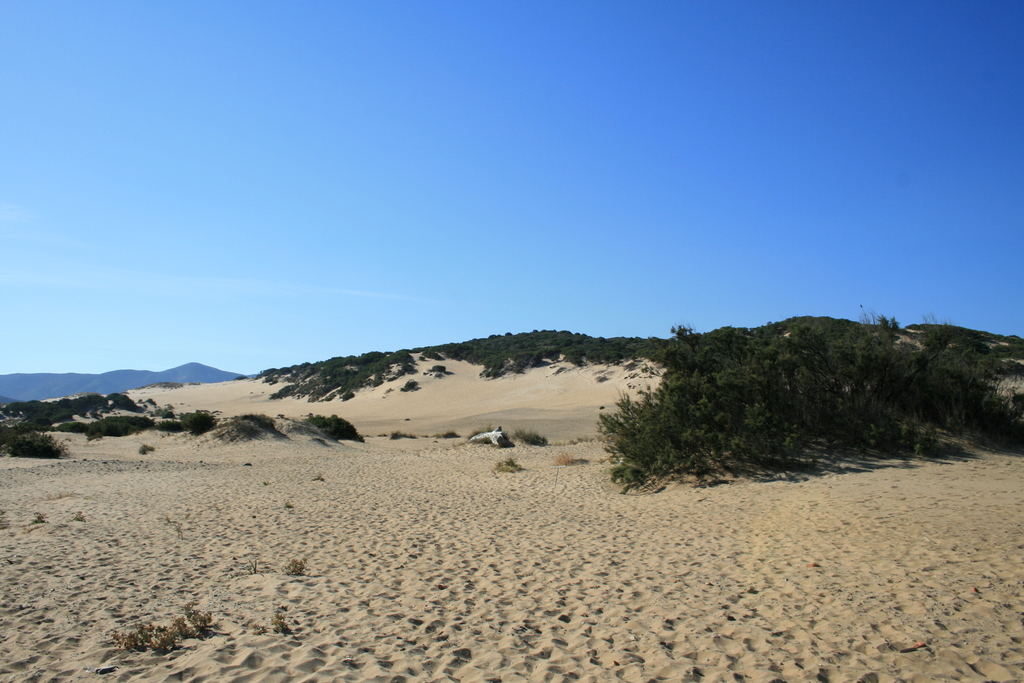
Dune di Piscinas
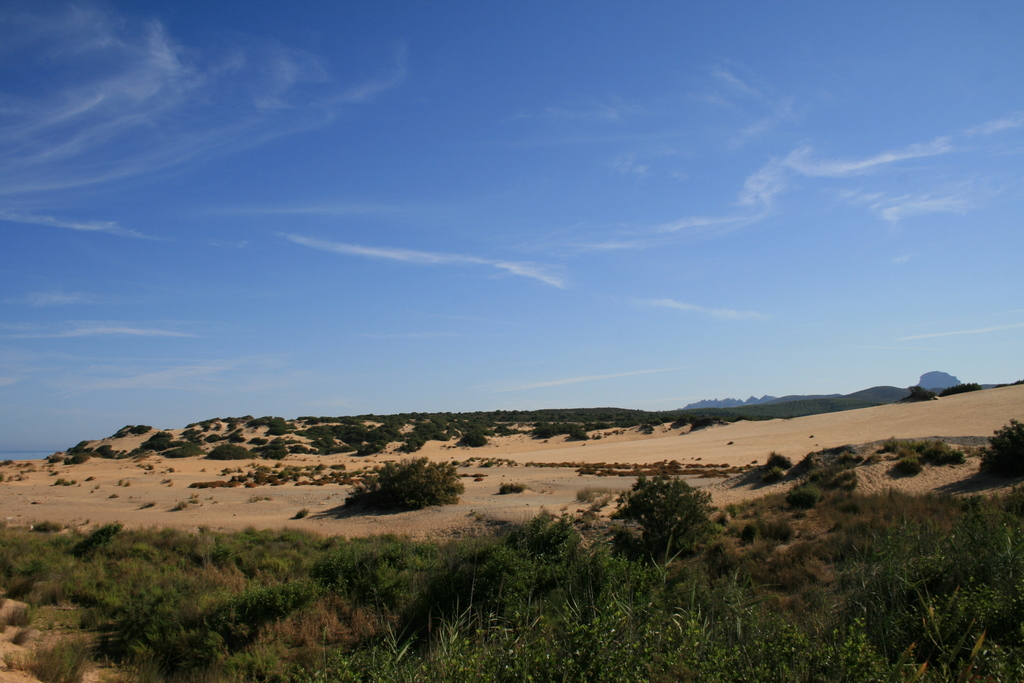
Piscinas e Monte Arcuentu
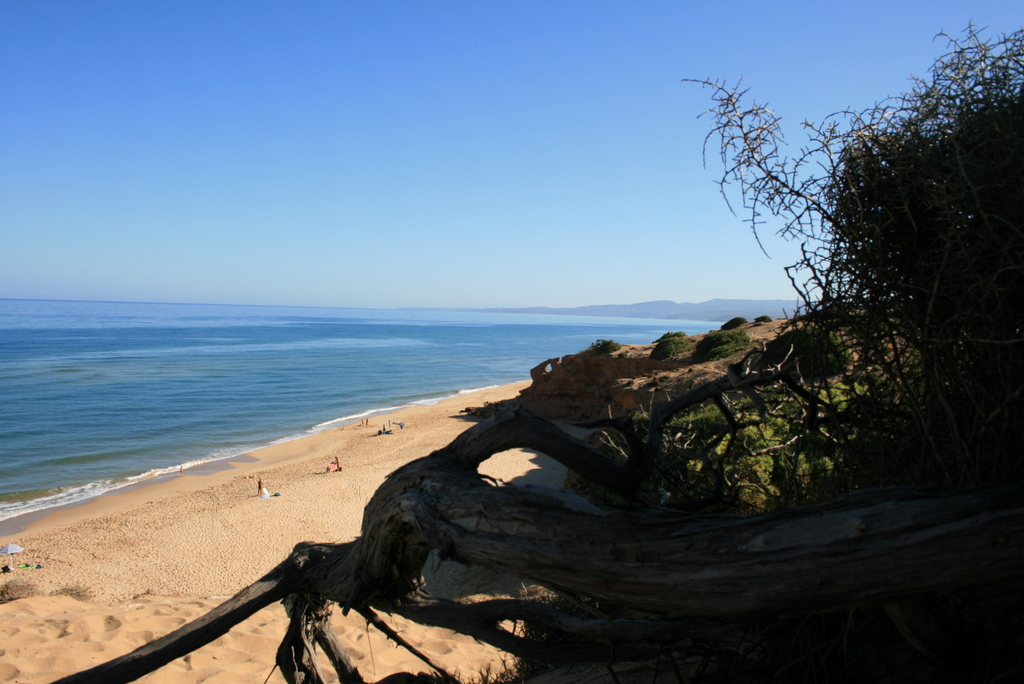
Spiaggia di Scivu
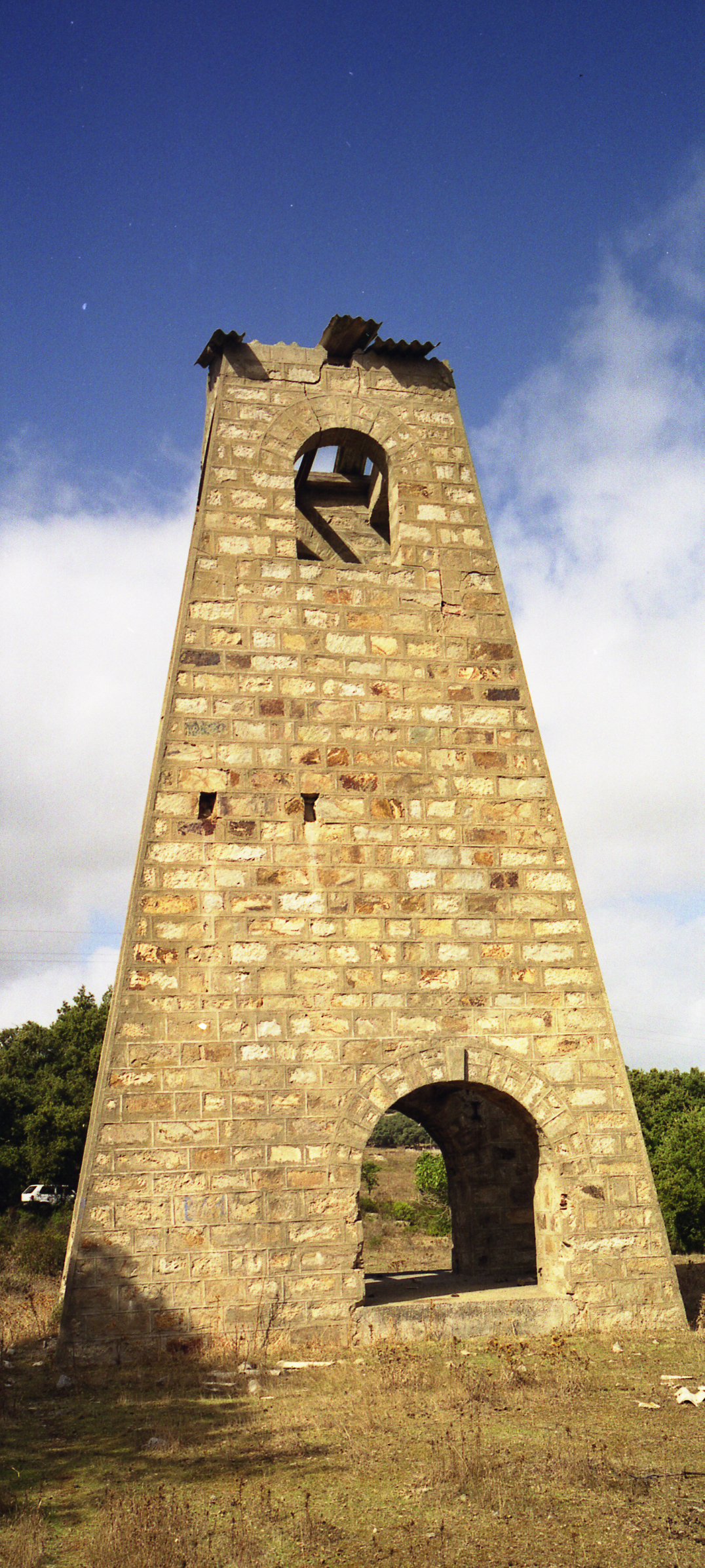
Torre mineraria a Montevecchio